# Měsačne pismo k rozwučenju a wokřewjenju
Měsačne pismo k rozwučenju a wokřewjenju („Monatlicher Brief zur Belehrung und Unterhaltung“) war der erste Versuch einer gedruckten sorbischen Zeitung im Jahr 1790. Sie erschien ohne Lizenz in Bautzen und musste bereits nach der ersten Ausgabe wieder eingestellt werden.
Als Grund für den erstmaligen Druck einer sorbischen Zeitung gelten die Auswirkungen und Ergebnisse der Französischen Revolution.
Die beiden Aufklärer Jan Awgust Janka (1764–1833) und Korla Bohuchwał Šěrach (1764–1836) wollten mit dieser Monatsschrift das sorbische Volk in moralischen, religiösen und naturwissenschaftlichen Fragen bilden. Doch bereits nach dem Erscheinen der ersten Nummer verbot der Zensor die Zeitung mit der Bemerkung, dass sich „das sorbische Volk nicht nach dem Beispiel der Franzosen gegen die eigene Regierung widersetzen“ solle.